# Роше, Вальдек
Вальдек Роше (фр. Waldeck Rochet) (5 апреля 1905 года, Сент-Круа-ан-Бресс, Сона и Луара, Франция — 17 февраля, 1983 года, Нантер, Франция) — французский политик. Генеральный секретарь ЦК Французской коммунистической партии (1964—1972).

## Биография
Родился 15 апреля 1905 года на востоке Франции в Сент-Круа-ан-Бресс в Бургундии. Его отец Франсуа Роше был хозяином небольшой гостиницы. Мать — Мари Форт, домохозяйка.
Отец назвал сына в честь политика Пьера Вальдека-Руссо. В 1917 году Вальдек окончил начальную школу. Начал работать с 12 лет.
В 1923 году он присоединился к молодежному крылу Французской коммунистической партии (ФКП), а в 1924 году вступил в партию.
В 1926—1927 годы проходил военную службу во французской армии, подвергался наказаниям за свои политические убеждения. В 1927 году после службы в армии Роше купил небольшой участок земли, занимался огородничеством.
Был избран членом комитета партии в департаменте Сона и Луара, ответственным за политическую работу среди крестьян. Партия направила Роше учиться в Советский Союз, в Москву, в Международную школу имени В. И. Ленина Коминтерна.

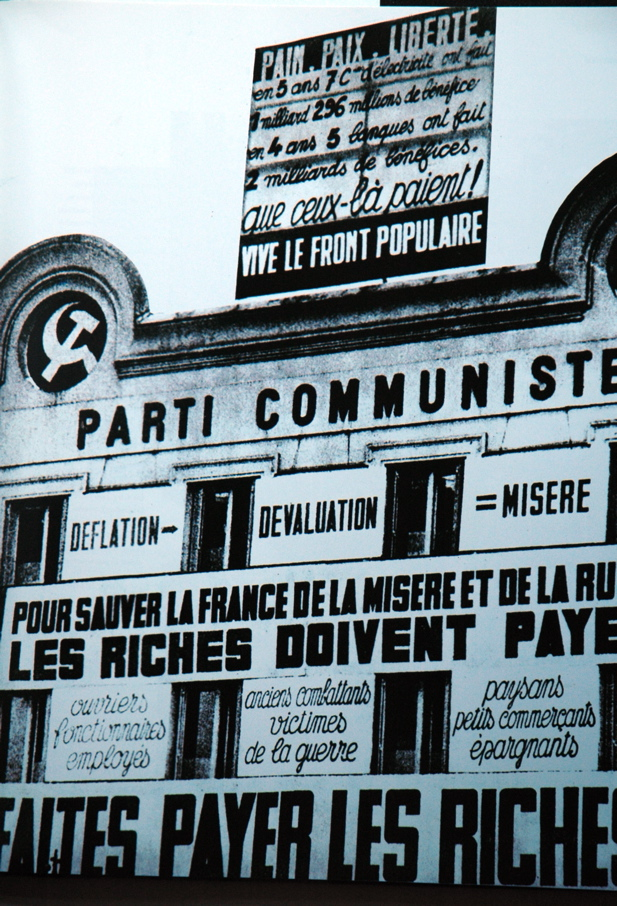
Здание компартии Франции на улице Лафайет, 120.Париж.1936 год

По возвращении во Францию Вальдек Роше был избран секретарем Лионской федерации ФКП (1932—1934), в 1934 году- секретарём аграрной секции ЦК ФКП в Париже, членом бюро Всеобщей конфедерации трудящихся крестьян Франции. В 1935 году был делегатом ФКП на VII конгрессе Коминтерна в Москве.
В 1934 году в условиях возрастания угрозы распространения фашизма французские социалисты и коммунисты договариваются действовать вместе против фашизма, затем к ним присоединяются радикальная партия и другие мелкие левые партии. Создаётся Народный фронт Франции. Партии Народного фронта одержали победу на выборах 1936 года и сформировали правительство во главе с социалистом Леоном Блюмом, которое приступило к реформам. Декретом правительства от 19 июня 1936 года во Франции были запрещены фашистские организации.
В 1936 Роше был избран кандидатом в члены Центрального Комитета ФКП. В 1936—1940 годы Роше был депутатом французского парламента- представителем коммунистов в нижней палате, избранным от Коломба (округ Нантер в 10 км от Парижа). В те годы Вальдек Роше основал и редактировал периодическое издание для сельчан «La Terre» .
С 1937 года Роше был членом ЦК ФКП. Между Вальдеком Роше и лидером партии Морисом Торезом были разногласия по поводу организационной структуры партии, Роше предпринял шаги для предотвращения разногласий между крестьянами и горожанами внутри партийной структуры.
В 1938 году правительство страны возглавил радикал Э.Даладье, который подписал Мюнхенское соглашение с Гитлером. Коммунисты в парламенте отказались поддержать Мюнхенское соглашение.
В 1939 году руководство ФКП отказалось осудить пакт Молотова — Риббентропа, и 26 сентября 1939 года деятельность компартии была запрещена.
Во время Второй мировой войны (1939—1945) по сфабрикованному «делу» 44 депутатов-коммунистов Роше был осужден на 5 лет каторжных работ (1940), отбывал заключение в Алжире, подконтрольном вишистскому правительству.
В 1943 году, после освобождения, Роше стал представителем ФКП во Французском комитете национального освобождения в Лондоне.
В 1944 году, после освобождения Парижа, Вальдек Роше вернулся в Париж, активно включился в политическую жизнь страны.
В 1945 году, на пике популярности ФКП, он был избран депутатом Учредительного, а затем Национального собрания Франции от Соны и Луары, затем до 1973 года избирался в округах Сена и Сена-Сен-Дени (Обервилье) . В 1954—1958 годы был заместителем председателя, в 1958—1959 и 1962—1964 годы- председателем парламентской группы ФКП в Национальном собрании.
На первом послевоенном съезде ФКП в 1945 году Роше избрали кандидатом в члены Политбюро, с 1950 года- членом Политбюро. В 1959—1961 годы Роше был членом Секретариата ЦК ФКП. Роше поднялся до третьей по важности позиции в партии после Мориса Тореза и Жака Дюкло.
В 1961—1964 годы Вальдек Роше- один из старейших руководителей партии был избран заместителем генерального секретаря, а в 1964—1972 годах он был генеральным секретарём ФКП. В декабре 1972 года на XX съезде ФКП был избран почётным председателем партии.
На президентских выборах 1965 года Роше направил голоса ФКП в пользу социалиста Франсуа Миттерана.
Товарищи уважали его за скромный образ жизни, широкий кругозор, поддерживаемый постоянным чтением и занятиями, и неформальный подход к делу.
Проблема, с которой столкнулся Вальдек Роше в качестве генерального секретаря, заключалась в балансе между необходимым обновлением структуры ФКП и поддержанием ортодоксальной марксистско-ленинской идеологии. Как следствие, он публично заявил об осуждении левого движения в мае 1968 года («Красный май»). Позже в том же году он перенёс стресс, связанный с подавлением Пражской весны в Чехословакии, которое осуждал. Эти события сильно сказались на здоровье Роше.
В 1970 году, когда состояние Роше ухудшилось, Жорж Марше стал фактическим лидером партии. Роше формально оставался генеральным секретарем до 1972 года, а затем-почетным президентом до 1979 года.
В последние годы жизни Вальдек Роше публично демонстрировал преданность Деве Марии, католической вере, что заставило некоторых из товарищей усомниться в его психическом здоровье.
Он умер 17 февраля 1983 года в Париже. В 1936 году он женился на Эжени Гийо, которая умерла 21 января 1986 года. У них было трое детей.
Одна из улиц города Гёньон названа в честь Вальдека Роше.

## Память
Осенью 2005 года Бургундский экологический музей в Пьер-де-Бресс организовала выставку, посвященную 100-летию Вальдека Роше- политического лидера, уроженцу Бургундии.
Пригороды Парижа Нантер (Hauts-de-Seine), Обервилье и Ля-Курнёв (Сен-Сен-Дени), от которых он был избран депутатом, присвоили его имя улице или проспекту.
В его родном департаменте Сона и Луара в Гёноне и Сен-Валлье есть улицы Вальдека Роше.
В Терре Сент в коммуне Сен-Пьер-де-ла-Реюньон его именем названа улица (Chemin Waldeck Rochet).